# Дизниленд (Париз)
Дизниленд Париз, (фр. Disneyland Paris) је туристички и урбани комплекс изграђен у општини Шеси (Сена и Марна), тридесет два километра источно од Париза .
Туристички комплекс укључује два тематска парка - Дизниленд Парк и Волт Дизни Студиос Парк - као и 7 хотела и један голф терен. Поред наведеног, постоји и градски комплекс који се припаја за парк и садржи један од највећих тржних центара у Француској.
Комплексом управља група Еуро Дизни, котирана на париској берзи од 1989. до 2017. године, када је Волт Дизни кампани откупила 97,08% акција и после тога је уклонила са котације. Од 12. децембра 2018. директорка комплекса је Наташа Рафалски која је заменила Катарину Повел.

## Историја

### Стварање пројекта
Захваљујући успеху Дизниленд парка у Калифорнији, отвореног 1955. године, Волт Дизни кампани је почела тражити нове локације како би успоставила друга " зачарана краљевства " и њено проширење ван Калифорније. То је довело до отварања светског летовалишта Волт Дизни у Флориди 1971. године, затим токијског летовалишта Дизни у Јапану 1983. године..
Оснивање Дизниленд парка у Француској је веома стар пројекат када је 1976. компанија Волт Дизни започела преговоре са Датаром, који на жалост није успео.
1984. године, у Америци састали су се Патрик Субремон, шеф кабинета министарства спољашњих трговина и туризма, Раи Ватсона, председник Волт Дизниа и Франк Станек, спонзор Токио Дизниленда, како би поразговарали о плану Дизниленда. На крају тог састанка Американци предају Французима различите документе на разматрање о стварању новог комплекса у Француској. Едит Кресон, обавјештава председника Републике Француске Франсоа Митерана, али се број људи који знају о пројекту своди на минимум: секретар "Нових градова", инвестициона банка Лазар која је ангажована за финансијска питања и кабинет Боурдис за разматрање и проналажење локација.
Министар унутрашњих послова, Гастон Дефер, је обавештен тек у пролеће 1984. године, када амерички хеликоптери, почињу у више наврата, да лете изнад потенцијалних територија изградње, али ова необична активност не пролази незапажено и становници који су их уочили замишљали су да ће парк бити близу Марсеја.

### Јавни пројекат
Почетком 1985. француске новине откриле су пројекат и популаризовале га, док је Царл Г. Бонгино, потпредседник Волт Дизнија примљен је од стране премијера и доставио му је документ са Дизнијевим намерама укључујући три потенцијална налазишта у Француској: једно у Ардешу, једно у Вару и последње на истоку париске регије која је по Французима најбоље место.
Од јануара до јуна, Французи умножавају путовања у Сједињене Државе, али без великих формалности и не успевају да формирају прави тим што Американци то користе како би повећали притисак и траже конкретне закључке.

### Између Француске и Шпаније
Дана 20. јануара, након прве селекције, само две шпанске и две француске регије се задржавају као потенцијали кандидати. У међувремену, Французи, који се међусобно раздвајају око финансирања проширења РЕР-а за будући парк, нису у стању да се конкретно укључе у пројекат и покушавају по сваку цену да добију више времена, али Американци су имали већ у виду да прекину преговоре почетком лета 1985. У Шпанији власти и штампа су одушевљени идејом да угосте будући парк и доведу Мики Мауса у Шпанију.
Суочене са повећањем конкуренције, четири главна члана француске радне групе одлучила су да поново успоставе преговоре са одговорним представником Дизни пројекта. Један од њих одлази у Калифорнију, али Американци га слушају само у потпуној и леденој тишини. Шпанци су тада сигурни у своју победу али трунком упорности и убеђења, француски преговарач успева да поново успостави преговоре и Американци цене његову динамичност. 20. јануара, Французи се реорганизују и одлучују да их представља само један човек, Жан Пејрелеваде тада председник финансијског предузећа компаније Суез..
Француски преговарач је успео да одложи рок до краја септембра који је Дизни договорио за представљање солидног финансијског предлога. Сходно томе, Французи, одлажући своје политичке сензибилитете, напредују ударцима уступка, овај пут чак и пребрзо. Микаел Гирауд, председник регије Ил де Франс, даје озбиљан подстицај у корист продужења РЕР-а, а француска влада даје субвенције за кредите на 9,75% - у време када је инфлација била врло висока - и обећава пореске олакшице.
Локалитети у Шпанији су имале предност климе и близина Медитерана. Локација у близини Аликанте је одстрањена када је установљено да сваке године током неколико недеља дувају јаки ветрови. Слично томе, француско налазиште у близини Тулона је такође одстрањена због геологије земљишта. Коначно, Барселона није изабрана због своје превише удаљене европске локације које су атрактивне лети али премало зими.

### Битка до последњег дана
Французи су задовољни радом и сматрају да последњи детаљи неће спречити коначно потписивање толико чеканог уговора пре Божића. Дан након њиховог доласка, у петак 13. децембра, Американци захтевају финансијско продужење од Сеине-ет-Марне-а, а председник Генералног савета Паул Серами, бранилац пројекта, пристаје да уложи неколико десетина милиона додатних франака, посебно када Французи откривају да Дизнијев председник Микаел Еиснер још увек преговара директно са Шпанцима. 18. децембра, Еиснер долази у Париз и потписује меморандум о разумевању са француском владом и регионом Ил-де-Франс за изградњу парка Дизниленда у Марн-ла-Вале.
Америчка компанија је намерно створила конкуренцију између Француске и Шпаније како би добила помоћ од власти које су неки сматрали претераним. 12. марта 1987. Роберт Фитзпатрик именован је председником Еуро Дизниленд али је тек 24. марта француска држава потписала 30-годишњи уговор за развој комплекса "Еуро Дизни Ресорта" и од тада радови почињу. Тако је нови Дизниленд рођен у Марне-ла-Вале, мање од 40. минута од Париза.

### Почетак парка
Комплекс отвара своја врата 12. априлa 1992. године. Поред првог забавног парка, укључује и неколико хотела и један забавни центар: Дизни фестивал (преименован у Дизни Вилаж 1996. године). У оптимизму, 1995. године најављено је отварање другог парка.

### Комплекс
Име комплекса је промењен више пута:
- Еуро Дизни ресорт 5 од отварања па све до 1994. године.
- Дизниленд Париз од првог октобра 1994. године.
- Дизниленд ресор Париз од 1. јануара 2002. до септембра 2009. године.
- Дизниленд Париз од септембра 2009. године па до данас.

## Организација комплекса
До 2010. године површина парка је 19,43 km²  ( 1 943 ха) и проширен је на 22,30 km² ( 2 230 ха ) након интеграције пројекта Вилаж Натур. Комплекс је углавном организован у кругу пута званим Циркуларни булевар (fr Boulevard circulaire), који се налази северно од комплекса. Управо у том кругу се налази већина парка. Тежиште комплекса није центар тог круга, већ се налази 500. метара северозападно, на оси аутопута која долази од А4 и назива се авенија Паул Серами. Тематски паркови се налазе лево од авеније док су хотели са десне стране. Иако је све било испланирано, трагови Дизнијевих финансијских проблема на тренутној организацији комплекса дубоко су видљиви. Тако је трговачки центар Вал д'Еуропе, који је морао бити изграђен да би донео неопходан новац и извор зараде Еуро Дизнија, изграђен унутар обода кружног булевара, који је првобитно требало да садржи само елементе "Дизни магије".

### Приступ Дизниленд Паризу
Комплекс је приступан свим видовима превоза захваљујући специјалној станици која је изграђена баш за парк званом "Марн ла вале-Шеси-Парк Дизниленд.
Други видови приступа су:
- Колима: Аутопутем А4
- ТЖВ: Станицу Марн ла вале-Шеси посебно прелази ТЖВ који повезује друге градове у Француској и Северној Европи
- РЕР (регионални воз): регионални воз који води до парка сваких 13-15 минута.
- Аутобус: Многе аутобуске линије из различитих мрежа такође служе комплексу Дизниленд Париз, преко аутобуске станице Марн ла вале-Шеси.
- Авион: Аеродроми Шарл де Гол Париз и Орли доступни су Дизни бусевима који их повезују са парком.

## Отварање другог парка
Дана 1. јануара 2002. године, у ишчекивању отварања другог парка, комплекс је преименован у "Дизниленд ресор Париз". Први тематски парк преименован је у "Дизниленд Парк". 16. марта 2002. године, парк је обогаћен другим парком под називом Волт Дизни Студиос. Смештен јужно од првог парка, дуж линије РЕР, отварањем, парк доприноси 10. атракција и мноштво представа.
Циљеви учесталости, након овог проширења, нису постигнути и компанија је прошла кроз нове финансијске потешкоће. У лето 2003. године, Еуро Дизни, први пут од 1994. године, објављуј да не може испунити своје финансијске обавезе.
Да би ојачао своју атрактивност, од 2007. године, Волт Дисни Студиос Парк пролази кроз дубоке промене. Појављују се нове атракције а једна од најпознатијих је и чувени хотел куле страха који је отворен 2007. године.
Поред свих нових атракција парк се пење на нови ниво поготову током прославе петнаестог рођендана. 2007. године промет је износио 1,22 милијарде евра уз повећање од 12 одсто. Овим растом Дизни отвара нову атракцију под називом ’’Рататуј” створена директно из истоименог цртаног филма. Свеукупно, нова атракција представља инвестицију од 250 милиона евра.

### Проширење парка Волт Дизни Студиос
Роберт Игер у посети Елизеју упознао је Емануел Макрона и најавио улагање од 2 милијарди евра за унапређење Дизниленд Париза, укључујући удвостручење Волт Дизни Студиоса изградњом три нових зонљ између 2021. и 2025. године. Тим проширењем Волт Дизни Студиос би требало да добије три нове тематике као и вештачко језеро. 

## Затварање парка
Дизниленд Парк је затворио своја врата три пута:
- 27. децембра 1999. године због велике олује која је погодила регију.
- Након Напада у Паризу 13. новембра 2015. Дизниленд затвара 14. новембра и отвара 18. новембра.[7]
- Парк Волт Дизни Студиос и Дизниленд Парк затварају због Пандемије вируса короне од 14. до 31. марта 2020. године.[8]